# Liste der Kulturdenkmale in Hartmannsdorf-Reichenau
Die Liste der Kulturdenkmale in Hartmannsdorf-Reichenau enthält die Kulturdenkmale in Hartmannsdorf-Reichenau.
Die Anmerkungen sind zu beachten.
Diese Liste ist eine Teilliste der Liste der Kulturdenkmale im Landkreis Sächsische Schweiz-Osterzgebirge.
Diese Liste ist eine Teilliste der Liste der Kulturdenkmale in Sachsen.

## Legende
- Bild: Bild des Kulturdenkmals, ggf. zusätzlich mit einem Link zu weiteren Fotos des Kulturdenkmals im Medienarchiv Wikimedia Commons. Wenn man auf das Kamerasymbol klickt, können Fotos zu Kulturdenkmalen aus dieser Liste hochgeladen werden:
- Bezeichnung: Denkmalgeschützte Objekte und ggf. Bauwerksname des Kulturdenkmals
- Lage: Straßenname und Hausnummer oder Flurstücknummer des Kulturdenkmals. Die Grundsortierung der Liste erfolgt nach dieser Adresse. Der Link (Karte) führt zu verschiedenen Kartendiensten mit der Position des Kulturdenkmals. Fehlt dieser Link, wurden die Koordinaten noch nicht eingetragen. Sind diese bekannt, können sie über ein Tool mit einer Kartenansicht einfach nachgetragen werden. In dieser Kartenansicht sind Kulturdenkmale ohne Koordinaten mit einem roten bzw. orangen Marker dargestellt und können durch Verschieben auf die richtige Position in der Karte mit Koordinaten versehen werden. Kulturdenkmale ohne Bild sind an einem blauen bzw. roten Marker erkennbar.
- Datierung: Baubeginn, Fertigstellung, Datum der Erstnennung oder grobe zeitliche Einordnung entsprechend des Eintrags in der sächsischen Denkmaldatenbank
- Beschreibung: Kurzcharakteristik des Kulturdenkmals entsprechend des Eintrags in der sächsischen Denkmaldatenbank, ggf. ergänzt durch die dort nur selten veröffentlichten Erfassungstexte oder zusätzliche Informationen
- ID: Vom Landesamt für Denkmalpflege Sachsen vergebene, das Kulturdenkmal eindeutig identifizierende Objekt-Nummer. Der Link führt zum PDF-Denkmaldokument des Landesamtes für Denkmalpflege Sachsen. Bei ehemaligen Kulturdenkmalen können die Objektnummern unbekannt sein und deshalb fehlen bzw. die Links von aus der Datenbank entfernten Objektnummern ins Leere führen. Ein ggf. vorhandenes Icon  führt zu den Angaben des Kulturdenkmals bei Wikidata.

## Hartmannsdorf
| Bild                                    | Bezeichnung                                                                                | Lage                            | Datierung                  | Beschreibung | ID       |
| --------------------------------------- | ------------------------------------------------------------------------------------------ | ------------------------------- | -------------------------- | --- | -------- |
| Direkt Bild zu diesem Denkmal hochladen | Mundloch eines Stollens                                                                    | Hauptstraße (Karte)             | Anf. 20. Jh.               | technikgeschichtlich von Bedeutung. | 09277660 |
| Direkt Bild zu diesem Denkmal hochladen | Ehemaliges Erbgericht                                                                      | Hauptstraße 1 (Karte)           | 2. Hälfte 18. Jh.          | Wohnstallhaus eines Vierseithofes – Obergeschoss Fachwerk, bildprägend, ortshistorisch von Interesse. Erdgeschoss massiv, Sandsteingewände, Eingang mit Segmentbogen, Obergeschoss-Fenster in originaler Größe, eine Giebelseite verschalt. | 09277657 |
| Direkt Bild zu diesem Denkmal hochladen | Wohnstallhaus                                                                              | Hauptstraße 5 (Karte)           | 1. Hälfte 19. Jh.          | Obergeschoss Fachwerk, regionaltypische Holzbauweise, baugeschichtlich von Bedeutung. Erdgeschoss massiv, Sandsteingewände, zum Teil verändert, Obergeschoss-Fenster in originaler Größe, Satteldach mit Schieferdeckung. | 09277658 |
| Direkt Bild zu diesem Denkmal hochladen | Wohnhaus mit ehemaliger Schmiede, davor Ochsenbeschlagstand                                | Hauptstraße 14 (Karte)          | bez. 1877                  | Obergeschoss Fachwerk, Seltenheitswert, baugeschichtlich und heimatgeschichtlich von Bedeutung. Erdgeschoss massiv, im Wohnhausteil Sandsteingewände, Doppelfenster, zwei Winterfenster, Obergeschoss-Fenster in originaler Größe und Sprossung, Doppelfenster, über der Einfahrt der Schmiede kleine Schmuckkartusche mit Bezeichnung, Giebel verbrettert, flaches Satteldach mit Schieferdeckung, hölzerner Ochsenbeschlagstand. | 09277659 |
| Direkt Bild zu diesem Denkmal hochladen | Seitengebäude (mit Durchfahrt) und Durchfahrtsscheune an der Feldseite eines Bauernhofes   | Hauptstraße 17 (Karte)          | Torbogen bez. 1792         | Stallgebäude Obergeschoss Fachwerk verbrettert, Hofseite Sichtfachwerk, Scheune in Holzkonstruktion, bildprägend, baugeschichtlich von Bedeutung. Stall: Erdgeschoss massiv, Hofseite Sandsteingewände, an der Straßenseite Torbogen mit Schlussstein, geglättet, zum Teil hölzerne Türstöcke, alte Tür, Obergeschoss-Fenster in originaler Größe und Sprossung, zum Teil Schiebefensterchen, Satteldach, Scheune: Erdgeschoss massiv, Obergeschoss bzw. Außenseite Holzkonstruktion verbrettert, Satteldach, zwei alte Blitzableiter. | 09277647 |
| Direkt Bild zu diesem Denkmal hochladen | Wohnstallhaus und Stallgebäude                                                             | Hauptstraße 18 (Karte)          | 18. Jh.                    | Obergeschoss Fachwerk, regionaltypische Holzbauweise, bildprägend, baugeschichtlich von Bedeutung. Wohnstallhaus: Erdgeschoss massiv, zum Teil Sandsteingewände, Obergeschoss verbrettert, Fenster in originaler Größe und Sprossung, Satteldach, Stall: Erdgeschoss massiv, Obergeschoss Fachwerk, zum Teil ausgemauert, teils verbrettert, Satteldach. | 09277645 |
| Direkt Bild zu diesem Denkmal hochladen | Torhaus und feldseitige Scheune sowie Sandsteintrog eines Vierseithofes                    | Hauptstraße 25; 25b (Karte)     | bez. 1858                  | bemerkenswertes Fachwerktorhaus, zum Teil besondere baugeschichtliche Bedeutung. Torhaus Obergeschoss Fachwerk, Bogen mit Schlussstein, stand schon zu DDR-Zeit auf der Denkmalliste, hufenseitiges Scheunengebäude Erdgeschoss massiv, Sandsteingewände, in seiner Holzkonstruktion intakt. | 09277639 |
| Direkt Bild zu diesem Denkmal hochladen | Wohnstallhaus                                                                              | Hauptstraße 38 (Karte)          | bez. 1844                  | Obergeschoss Fachwerk, regionaltypische Holzbauweise, bildprägend, baugeschichtlich von Bedeutung. Erdgeschoss massiv, zum Teil Sandsteingewände, Eingang mit Korbbogen und Schlussstein, hölzerner Eingangsvorbau, im Obergeschoss zwei Türen, Fenster in originaler Größe, eine Giebelseite verbrettert, Satteldach. | 09277642 |
|                                         | Ehemalige Schule                                                                           | Hauptstraße 52 (Karte)          | Giebel bez. 1878           | bau- und ortshistorische Relevanz. Zweigeschossiger massiver Putzbau, im Giebel mit einigen Änderungen, Ecken putzgequadert, im Erdgeschoss segmentbogige Faschen-Fenstergewände, Giebelfeld mit Inschrift: „Pflanzstätte für Zeit und Ewigkeit, erb. 1878“, optisch hervorgehoben durch gegiebelten Mittelrisalit. | 09277664 |
|                                         | Kriegerdenkmal Erster Weltkrieg                                                            | Hauptstraße 52 (vor) (Karte)    | nach 1918 (Kriegerdenkmal) | ortsgeschichtliche Bedeutung. Kriegerdenkmal Erster Weltkrieg in der Mitte einer kleinen mit einer Hecke eingefassten Grünanlage, Denkmal auf getrepptem Sockel (drei untere flache Stufen nach Nord, Ost und West, darauf ein quaderförmiger Sockel, Bruchsteinmauerwerk), auf der Rückseite (Süd) sind auf höherem Terrain gebrochene Steine gegen das Denkmal gestellt, Granitmonolith, eine Seite poliert, mit Namensauflistung der Gefallenen. | 09277638 |
| Direkt Bild zu diesem Denkmal hochladen | Wohnstallhaus                                                                              | Hauptstraße 54 (Karte)          | bez. 1855, Kern älter      | Obergeschoss Fachwerk, zum Teil verbrettert, baugeschichtliche Bedeutung und bildprägend. Erdgeschoss massiv, verändert, Eingang mit Segmentbogen, Hakengrundriss, Obergeschoss-Fenster in originaler Größe und Sprossung, Satteldach, zum Teil verschiefert, mit integriertem Wirtschaftsteil. | 09277648 |
| Direkt Bild zu diesem Denkmal hochladen | Wohnstallhaus, Stallgebäude mit Durchfahrt und Stallscheune eines ehemaligen Vierseithofes | Hauptstraße 55 (Karte)          | nach 1800                  | alle Gebäude Obergeschoss Fachwerk, bildprägend und baugeschichtliche Bedeutung. Wohnstallhaus: Erdgeschoss massiv, Obergeschoss Sichtfachwerk, zum Teil vergrößerte Fenster, Satteldach, Stallscheune: Erdgeschoss massiv, Sandsteingewände, Obergeschoss-Fenster in originaler Größe, Satteldach, Stall: Erdgeschoss massiv, Durchfahrt bis ins Obergeschoss, Obergeschoss-Fenster in originaler Größe, Satteldach. | 09277649 |
| Direkt Bild zu diesem Denkmal hochladen | Wohnstallhaus und Scheune eines Zweiseithofes                                              | Hauptstraße 72 (Karte)          | vor 1750                   | Wohnstallhaus Obergeschoss Fachwerk, teils verbrettert, bildprägend und baugeschichtliche Bedeutung (Alterswert). Wohnstallhaus: Erdgeschoss massiv, Sandsteingewände, Fenster mit Sprossung, Schlagläden ergänzt, Obergeschoss-Fenster in originaler Größe, Giebel verbrettert, Satteldach, Scheune: überwiegend Holzkonstruktion, verbrettert, Satteldach. | 09277651 |
| Direkt Bild zu diesem Denkmal hochladen | Teichständer                                                                               | Hauptstraße 72 (bei) (Karte)    | bez. 1727                  | technikgeschichtlich von Bedeutung. Sandsteinblock mit Klappe und dreieckigem Abschluss. | 09277654 |
| Direkt Bild zu diesem Denkmal hochladen | Ehemalige Richtermühle                                                                     | Hauptstraße 73 (Karte)          | um 1870                    | bau- und ortsgeschichtliche Bedeutung. Putzbau auf Hakengrundriss, mit Sandsteingewänden und sparsamer Putzgliederung, in exponierter Lage, zweigeschossig, Türgewände am Stall profiliert, im Giebel des Wohnhauses Drillings-Rundbogenfenster mit Kämpfern und gerader Verdachung, darüber Okulus, am Stallteil Zwillings-Segmentbogenfenster, darüber Okulus, Satteldach mit altdeutscher Schieferdeckung. | 09277652 |
| Direkt Bild zu diesem Denkmal hochladen | Wohnstallhaus und Scheune eines Zweiseithofes                                              | Hauptstraße 73b (Karte)         | 1. Hälfte 19. Jh.          | beide Gebäude Obergeschoss Fachwerk, u. a. baugeschichtliche Bedeutung. Wohnstallhaus: Erdgeschoss massiv, verändert, Obergeschoss Fachwerk verbrettert, Fenster in originaler Größe, Giebel verschindelt, Satteldach, Scheune: zum Teil mit Sichtfachwerk, teils verbrettert, flaches Satteldach. | 09277653 |
| Direkt Bild zu diesem Denkmal hochladen | Wohnstallhaus (Auszugshaus des ursprünglichen Erbgerichts) und zwei Scheunen               | Hauptstraße 73e (Karte)         | bez. 1885                  | bau- und ortshistorische Bedeutung. Wohnstallhaus: zweigeschossiger Putzbau, Wand-Öffnung-Verhältnis intakt, Sandsteingewände, Tür etwas profiliert, Giebel mit Zwillings-Segmentbogenfenstern, innen Gewölbe, Satteldach, am Haus Schrifttafel: „Erbaut von H. Erbrichter Carl Samuel Richter im Jahre 1885“, Scheunen im Erdgeschoss massiv, zum Teil geglättet, Obergeschoss verbrettert, Fenster mit Sprossung, Satteldach, die anderthalbgeschossige Scheune verschiefert. | 09277655 |
|                                         | Wegestein                                                                                  | Hauptstraße 73e (bei) (Karte)   | 1864                       | Wegestein; verkehrsgeschichtlich von Bedeutung. | 09277656 |
| Weitere Bilder                          | Talsperren-Café                                                                            | Hennersdorfer Straße 87 (Karte) | um 1905                    | Gasthaus – Fachwerk, baugeschichtlich und ortsgeschichtlich von Bedeutung. Putzbau mit Holzveranda und Sichtfachwerk in den großen Giebeln, im ursprünglichen Aussehen weitgehend wiederhergestellt, massiver Putzbau mit mächtigem Mansardwalmdach, Fenster mit Winterfenstern und originaler Sprossung (größtenteils), rückseitig zweigeschossig, Obergeschoss Fachwerk verbrettert, das Haus wurde beim Bau der Talsperre (1927–1932) aus dem versunkenen Ort Steinbrückmühle hierher versetzt. | 09277632 |
| Direkt Bild zu diesem Denkmal hochladen | Wohnstallhaus                                                                              | Kirchweg 44 (Karte)             | Anfang 19. Jh.             | Obergeschoss Fachwerk verbrettert, baugeschichtliche Bedeutung. Erdgeschoss massiv, Obergeschoss-Fenster in originaler Größe, Satteldach. | 09277640 |
| Direkt Bild zu diesem Denkmal hochladen | Pfarrhof mit Wohnstallhaus und Stallscheune                                                | Kirchweg 50 (Karte)             | um 1800                    | beide Obergeschoss Fachwerk, zum Teil verbrettert, Wohnstallhaus mit Durchfahrt, bildprägend und ortshistorisch von Bedeutung. Wohnstallhaus: Erdgeschoss massiv, Sandsteingewände, Eingang mit Segmentbogen und Schlussstein, hölzerner Eingangsvorbau, Obergeschoss-Fenster in originaler Größe, Satteldach mit Schieferdeckung, westliche Giebelseite etwas verändert, Stall: Erdgeschoss massiv, drei Eingänge mit flachem Korbbogen, Sandsteingewände, Durchfahrt ragt bis ins Obergeschoss, Obergeschoss-Fenster in originaler Größe, einige mit alter Sprossung, Satteldach. Pfarrhof: Weg zu einer Pforte in der östlichen Einfriedungsmauer des Kirchhofs, Plattenweg an der Südfassade des Wohnstallhauses, Kirschbaum. Pfarrgarten: erhöht liegender Bereich im Osten und Süden der Stallscheune, Obstbäume, Haselnusssträucher. | 09277636 |
|                                         | Laurentiuskirche Hartmannsdorf                                                             | Kirchweg 51 (Karte)             | 1346                       | Kirche, Kirchhof, Einfriedung mit Toröffnung und kleine FIR-Grabstätten von vier Unbekannten aus verschiedenen Ländern – geschichtlich, respektive baugeschichtlich und ortsgeschichtlich von Bedeutung. Evangelische Laurentiuskirche. Erste Erwähnung 1346, 1384 erweitert, heutige Gestalt wohl 1512. Erneuerungen und Restaurierungen 1687, 1724, 1817 und 1871. | 09277637 |
| Direkt Bild zu diesem Denkmal hochladen | Betonbunker oberhalb der Lehnmühle (ca. 50 m)                                              | Lehnmühler Straße (Karte)       | bez. 1943                  | Bergbauzusammenhang?, einfacher Kubus, ca. 3 m Seitenlänge, mit schlitzartigen Öffnungen und Walmdach aus Beton. | 09277635 |
| Weitere Bilder                          | Lehnmühlen-Talsperre                                                                       | Lehnmühler Straße 35e (Karte)   | 1927–1932                  | Talsperre Lehnmühle mit Staumauer mit zwei Türmen (ein Turm im oberen Teil ergänzt) mit originalen Türen, dazwischen Mauer, Sammelbecken mit abführendem Kanal und Brücke, zwei Transformatorenhäuschen und Generatorenhaus – teilweise in Zyklopenmauerwerk, ein Teil der Mauer mit Rundbogenfries, Mauerhöhe 50 m, stilistisch beeinflusst von der Neuen Sachlichkeit, zwei zeitgenössische Metalltore mit Schrift bzw. Emblem, im Tal zwei museal aufgestellte alte Turbinen bezeichnet 1929, technik- und regionalgeschichtlich von Bedeutung. | 09277633 |

## Reichenau
| Bild                                    | Bezeichnung                                                       | Lage                                | Datierung                       | Beschreibung | ID       |
| --------------------------------------- | ----------------------------------------------------------------- | ----------------------------------- | ------------------------------- | --- | -------- |
| Direkt Bild zu diesem Denkmal hochladen | Wegestein                                                         |                                     |                                 | Wegestein; verkehrsgeschichtlich von Bedeutung. | 09277610 |
| Direkt Bild zu diesem Denkmal hochladen | Kalkofen (Rest)                                                   | (Karte)                             | vor 1800                        | technikgeschichtlich von Bedeutung, ca. 6 m² Grundriss, ca. 250 cm hoch, Gewölbe verloren. | 09277665 |
| Direkt Bild zu diesem Denkmal hochladen | Gedenkstein                                                       | Gimmlitztal (Karte)                 | nach 1918                       | für Max Herklotz, Werkführer in Müllers Sägewerke im Gimmlitztal, gefallen in Frankreich 1918, ortsgeschichtlich von Bedeutung. Naturstein auf zweistufigem Sockel mit eingemeißelter Schrift und Eisernem Kreuz (Max Herklotz war Werkführer in Müllers Sägewerke im Gimmlitztal, gefallen in Frankreich 1918). | 09277606 |
| Weitere Bilder                          | Weicheltmühle                                                     | Gimmlitztal 42 (Karte)              | 1807                            | Wohnmühlenhaus und zwei Seitengebäude eines Mühlenanwesens, mit Hofpflasterung, technischer Anlage, Wasserbau und oberschlächtigem Wasserrad sowie Bogenbrücke unterhalb – Wohnmühlenhaus Obergeschoss Fachwerk, in der Mühle Ausstellungsraum mit Mühleninventar sowie Tafel zur Geschichte der Mühle, baugeschichtlich, ortsgeschichtlich und technikgeschichtlich von Bedeutung. | 09277605 |
| Weitere Bilder                          | Müllermühle; Untere Weicheltmühle                                 | Gimmlitztal 42b; 42c (Karte)        | um 1800                         | Wohnstallgebäude mit Schneidemühle, Remise und ehemaliger Kistenfabrik, ortshistorische Bedeutung – Seitengebäude: Seitengiebel Fachwerk, mit Uhr, sonst Fachwerk verbrettert, Giebel böhmisch verbrettert, Satteldach mit Schieferdeckung, ehemals hier Schneidemühle und Kistenfabrik, Mühlgraben verbrochen, im Profil noch erkennbar. | 09277609 |
| Weitere Bilder                          | Illingmühle                                                       | Gimmlitztal 103 (Karte)             | um 1860                         | Mühlenensemble (Schneidemühle, Wohnhaus, Scheune) mit technischer Ausstattung und wassertechnischer Anlage – technisches Denkmal und ortshistorische Bedeutung. Bemerkenswerte wassertechnische Anlage, Zulauf verrohrt, oberschlächtiges Wasserrad, Kammgetriebe, zwei Motoren als Zusatzantriebe (von 1927 und 1936, einer wohl als Dieselmotor), Sägegatter, Hobelwerk, diverse Sägen, Werkstatt mit Ausstattung. | 09277608 |
| Direkt Bild zu diesem Denkmal hochladen | Wohnhaus                                                          | Gimmlitztal 103b (Karte)            | 1. Hälfte 19. Jh.               | Obergeschoss Fachwerk verbrettert, einfaches Beispiel regionaltypischer Holzbauweise, baugeschichtlich von Bedeutung. Erdgeschoss massiv, geglättet, Obergeschoss Fachwerk und Giebel verbrettert, Obergeschoss-Fenster in originaler Größe, Satteldach. | 09277607 |
| Direkt Bild zu diesem Denkmal hochladen | Wohnstallhaus, zwei Seitengebäude und Scheune eines Vierseithofes | Obere Dorfstraße 38 (Karte)         | im Kern um 1700                 | alle Gebäude Obergeschoss Fachwerk verbrettert, in Struktur und Aussehen erhaltener Hof, ältere Generation von Holzbauweise (Wohnstallhaus), baugeschichtlich von Bedeutung. Wohnstallhaus: Erdgeschoss massiv, Obergeschoss Fachwerk verbrettert, Inschrift im Türstock: „N. 38 C. F.F. 1885“, Satteldach mit altem Dachstuhl und altdeutscher Schieferdeckung, Winterfenster, Scheune: Erdgeschoss massiv, Obergeschoss Fachwerk verbrettert, Satteldach, Schieferdeckung, Holztreppe, 1. Seitengebäude: Erdgeschoss, Obergeschoss und Dach siehe Scheune, 2. Seitengebäude: siehe voriges, mit Schiebefenstern, Mistbahn vom Wohnstallhaus zum 1. Seitengebäude. (Stall) | 09277598 |
| Direkt Bild zu diesem Denkmal hochladen | Wohnstallhaus eines ehemaligen Dreiseithofes                      | Obere Dorfstraße 39 (Karte)         | bez. 1852                       | Obergeschoss Fachwerk verbrettert, baugeschichtlich von Bedeutung, bildprägende Lage. Erdgeschoss massiv, Obergeschoss Fachwerk verbrettert, Giebel verkleidet, Satteldach. | 09277599 |
| Direkt Bild zu diesem Denkmal hochladen | Wohnstallhaus eines Zweiseithofes                                 | Obere Dorfstraße 50 (Karte)         | 18. Jh.                         | alter Baukörper mit mächtigem Dachstuhl, baugeschichtliche Bedeutung. Zweigeschossiger Massivbau, Tür im Obergeschoss, Fenster in originaler Größe, Satteldach, Giebel verschindelt. | 09277626 |
| Direkt Bild zu diesem Denkmal hochladen | Wohnstallhaus und Auszugshaus eines ehemaligen Vierseithofes      | Obere Dorfstraße 53 (Karte)         | wohl 2. Hälfte 18. Jh.          | beide Gebäude Obergeschoss Fachwerk, baugeschichtlich von Bedeutung. Wohnstallhaus: Erdgeschoss massiv, Obergeschoss Fachwerk verputzt, Fenster weitgehend in originaler Größe, Türblatt vermutlich original, altdeutsche Schieferdeckung, Ausgedinge: Erdgeschoss massiv, Obergeschoss Fachwerk verbrettert, Fenstergrößen weitgehend original erhalten. | 09277601 |
| Direkt Bild zu diesem Denkmal hochladen | Wohnstallhaus und Seitengebäude eines Häusleranwesens             | Obere Dorfstraße 54 (Karte)         | um 1730                         | beide Gebäude in Fachwerk, alte Holzbauweise hochgradig erhalten, baugeschichtlich, hausgeschichtlich und heimatgeschichtlich von Bedeutung. Wohnstallhaus: Erdgeschoss massiv, Obergeschoss Fachwerk (eine Seite und Giebel verbrettert), Satteldach, Seitengebäude: Erdgeschoss und Obergeschoss Fachwerk (im Obergeschoss verbrettert), Satteldach. | 09277600 |
| Direkt Bild zu diesem Denkmal hochladen | Ehemaliges Wohnstallhaus                                          | Obere Dorfstraße 59b (Karte)        | 1. Hälfte 19. Jh.               | Obergeschoss Fachwerk, bildprägende Lage, baugeschichtlich von Bedeutung. Erdgeschoss massiv, verändert, Obergeschoss Fachwerk, Giebel teils verkleidet, teils verbrettert, Fenstergrößen original, Krüppelwalmdach mit Schieferdeckung. | 09277602 |
| Direkt Bild zu diesem Denkmal hochladen | Wohnstallhaus und Stallscheune eines Dreiseithofes                | Obere Dorfstraße 60 (Karte)         | Ende 18. Jh., Kern wohl älter   | beide Obergeschoss Fachwerk, bildprägende Lage und baugeschichtlich von Bedeutung. Wohnstallhaus: Erdgeschoss massiv, Obergeschoss Fachwerk aufgebrettert, originale Fenstergrößen, Satteldach mit altdeutscher Schieferdeckung, Stallscheune: Erdgeschoss massiv, Obergeschoss Fachwerk verbrettert, Giebel verbrettert, Satteldach mit altdeutscher Schieferdeckung, alte Holztreppe außen erhalten, Gewölbe im Stallteil, Schiebefenster. | 09277603 |
| Direkt Bild zu diesem Denkmal hochladen | Wohnstallhaus und Stallscheune eines Dreiseithofes                | Obere Dorfstraße 62 (Karte)         | Ende 18. Jh.                    | beide Gebäude Obergeschoss Fachwerk, verbrettert, u. a. baugeschichtlich von Bedeutung. Wohnstallhaus: Erdgeschoss massiv, Obergeschoss Fachwerk verbrettert, Erdgeschoss Sandstein-Fenstergewände, Obergeschoss-Fenster in originaler Größe, Satteldach, Stallscheune: Erdgeschoss massiv, Sandstein-Fenstergewände, Obergeschoss Fachwerk und Giebel verbrettert, Obergeschoss-Fenster in originaler Größe, Satteldach. | 09277604 |
| Direkt Bild zu diesem Denkmal hochladen | Wegestein                                                         | Obere Dorfstraße 71 (bei)           |                                 | Wegestein; verkehrsgeschichtlich von Bedeutung. | 09277597 |
|                                         | Wegestein                                                         | Untere Dorfstraße                   |                                 | Wegestein; verkehrsgeschichtlich von Bedeutung. | 09277630 |
| Direkt Bild zu diesem Denkmal hochladen | Wohnstallhaus und Scheune eines ehemaligen Vierseithofes          | Untere Dorfstraße 7 (Karte)         | 18. Jh.                         | Wohnstallhaus Rückseite Obergeschoss Fachwerk, Scheune Fachwerk, u. a. baugeschichtliche Bedeutung. Wohnstallhaus: überwiegend massiv, Sandsteingewände, Satteldach, Rückseite Obergeschoss Fachwerk verkleidet, Giebel verkleidet, zwei alte Blitzableiter, Scheune: Sichtfachwerk, Giebel verkleidet, Satteldach. | 09277623 |
| Direkt Bild zu diesem Denkmal hochladen | Teichhaus, mit Ständerfunktion                                    | Untere Dorfstraße 12 (bei) (Karte)  | um 1900                         | heimatgeschichtliche Bedeutung, ca. 180 cm hoch, verbrettert, inzwischen repariert (2011). | 09277663 |
| Direkt Bild zu diesem Denkmal hochladen | Wohnstallhaus                                                     | Untere Dorfstraße 14b (Karte)       | um 1800                         | Obergeschoss Fachwerk verbrettert, baugeschichtliche Bedeutung. Erdgeschoss massiv, Obergeschoss-Fenster in originaler Größe, im Obergeschoss Tür, Giebel schieferverkleidet, zum Teil mit Ornament, Schiebefenster im Giebel, Satteldach. | 09277618 |
| Direkt Bild zu diesem Denkmal hochladen | Wohnstallhaus, Seitengebäude und Scheune eines Dreiseithofes      | Untere Dorfstraße 15 (Karte)        | nach 1900                       | alle Gebäude Fachwerk, Wohnstallhaus späte Fachwerkkonstruktion mit besonderen Zierformen, baugeschichtlich von Bedeutung. Wohnstallhaus: Erdgeschoss massiv, Segmentbogenfenster und -tür, Obergeschoss Fachwerk, zum Teil verbrettert, Zierfachwerk mit gebogenen Balken, unterschiedlich langen Fußstreben sowie rautenähnlichem Ornament, einige Fenster mit originaler Sprossung, Krüppelwalmdach, Giebel Fachwerk verbrettert, ebenso Rückseite Obergeschoss, Scheune: Erdgeschoss massiv, Obergeschoss Fachwerk verbrettert, Satteldach. | 09277620 |
| Direkt Bild zu diesem Denkmal hochladen | Wohnstallhaus                                                     | Untere Dorfstraße 16 (Karte)        | 1. Hälfte 19. Jh.               | Obergeschoss Fachwerk verbrettert, baugeschichtlich von Bedeutung. Erdgeschoss massiv, Obergeschoss Fenster original, Zierrahmen, Giebel verbrettert, Satteldach. | 09277617 |
| Direkt Bild zu diesem Denkmal hochladen | Wohnstallhaus                                                     | Untere Dorfstraße 26 (Karte)        | Ende 18. Jh.                    | Obergeschoss Fachwerk verbrettert, baugeschichtlich von Bedeutung. Erdgeschoss massiv, ein Giebel massiv, der andere verbrettert, Obergeschoss-Fenster etwas vergrößert, Doppelfenster, Satteldach verschiefert. | 09277616 |
| Direkt Bild zu diesem Denkmal hochladen | Wohnstallhaus und Seitengebäude eines Zweiseithofes               | Untere Dorfstraße 30 (Karte)        | 1. Hälfte 19. Jh.               | beide Gebäude Obergeschoss Fachwerk verbrettert, u. a. baugeschichtliche Bedeutung. Erdgeschoss massiv, Obergeschoss Fachwerk verbrettert, Obergeschoss-Fenster durchgehend mit originaler sechsfeldriger Sprossung, Giebel verbrettert, Satteldach, Seitengebäude: Fachwerk verbrettert. | 09277615 |
| Direkt Bild zu diesem Denkmal hochladen | Kriegerdenkmal                                                    | Untere Dorfstraße 76b (bei) (Karte) | nach 1918                       | Kriegerdenkmal für die Gefallenen des Ersten und Zweiten Weltkrieges – Girlande und kugelartiges Gebilde auf Postament. | 09277611 |
| Direkt Bild zu diesem Denkmal hochladen | Wohnhaus                                                          | Untere Dorfstraße 77 (Karte)        | 18. Jh.                         | Obergeschoss Fachwerk verbrettert, baugeschichtlich von Bedeutung. Erdgeschoss massiv, teilweise verändert, Obergeschoss Fachwerk verbrettert, Giebel verbrettert, Satteldach, zum Teil Winterfenster. | 09277612 |
| Direkt Bild zu diesem Denkmal hochladen | Ehemalige Reichenauer Schule, heute Rathaus                       | Untere Dorfstraße 82 (Karte)        | bez. 1803                       | ortshistorische Bedeutung und ortsbildprägende Wirkung. Erdgeschoss massiv, Obergeschoss Fachwerk, Dachreiter, Dachhecht, Giebel verschindelt, Satteldach mit altdeutscher Schieferdeckung, stattlicher Fachwerkbau mit dominantem Dachreiter. | 09277614 |
| Direkt Bild zu diesem Denkmal hochladen | Wohnstallhaus, Stallscheune und Scheune eines Dreiseithofes       | Untere Dorfstraße 86 (Karte)        | im Kern älter, Giebel bez. 1512 | Wohnstallhaus und Stallscheune Obergeschoss Fachwerk verbrettert, in seiner Struktur erhaltener Bauernhof, u. a. baugeschichtliche Bedeutung. Wohnstallhaus: Erdgeschoss massiv, Obergeschoss Fachwerk verbrettert, steiles Satteldach, Fenster in originaler Größe, im Obergeschoss Tür, an massiver Giebelseite bezeichnet 1512, anderer Giebel Fachwerk verkleidet, Stallscheune: Erdgeschoss massiv, Sandsteingewände, Türen mit Segmentbogen, Obergeschoss und Giebel verbrettert, Satteldach, Scheune: verbrettert, Satteldach. | 09277619 |
| Direkt Bild zu diesem Denkmal hochladen | Ehemaliger Gasthof                                                | Untere Dorfstraße 95c (Karte)       | Mitte 19. Jh.                   | ohne Anbau, Obergeschoss Fachwerk verbrettert, baugeschichtliche und verkehrsgeschichtliche Bedeutung. Erdgeschoss massiv, ungleichmäßig verputzter Lehm, profilierte Türgewände, Sandsteingewände, im Erdgeschoss Innenläden, im Obergeschoss Fenster in originaler Größe, mit Zierrahmen aus Holz, originale Fenstersprossung, Giebel verbrettert, Satteldach. | 09277624 |
| Direkt Bild zu diesem Denkmal hochladen | Mühlenwohnhaus und Seitengebäude                                  | Untere Dorfstraße 99 (Karte)        | um 1820                         | ortshistorische Bedeutung, trotz neuerer Anbauten denkmalwürdig. Zweigeschossiger Massivbau, Sandsteingewände, Segmentbogeneingang mit Schlussstein, Krüppelwalmdach, Wirtschaftsgebäude: zweigeschossiger Massivbau, zum Teil Winterfenster, Krüppelwalmdach. | 09277628 |
| Direkt Bild zu diesem Denkmal hochladen | Grubenanlage und Halden Friedrich Christoph und Friedrich August  | Untere Dorfstraße 100 (Karte)       | ab 14. Jh.                      | Ehemaliges Huthaus, vier Haldenzüge der Grubenanlage Friedrich Christoph und Haldenzug Friedrich August – Huthaus Obergeschoss Holzkonstruktion, bergbaugeschichtlich und ortsgeschichtlich von Bedeutung. | 09277662 |
| Direkt Bild zu diesem Denkmal hochladen | Auszugshaus (Wohnstallhaus) eines Dreiseithofes                   | Untere Dorfstraße 106 (Karte)       | um 1800                         | Obergeschoss Fachwerk, baugeschichtliche und sozialgeschichtliche Bedeutung. Erdgeschoss massiv, ein Eingang mit Segmentbogen, im Obergeschoss Fenster in originaler Größe, Giebel verbrettert, steiles Satteldach. | 09277627 |
| Direkt Bild zu diesem Denkmal hochladen | Sandstein-Bogenbrücke                                             | Weißeritztalstraße (Karte)          | 19. Jh.                         | baugeschichtlich und technikgeschichtlich von Bedeutung, rustizierte Sandsteinquader. | 09277631 |

## Ausführliche Denkmaltexte
1. ↑  Laurentiuskirche Hartmannsdorf 

Saalkirche mit Satteldach, der Chor mit 3/8-Schluss und Strebepfeilern, verschieferter, achteckiger Dachreiter über dem Saal, datiert 1871. Fenster teils spitzbogig, mit verschieden gebildetem Maßwerk, teils flachbogig (Nord- und Westseite). Anbauten sind an der Nordseite die Sakristei, an der Südseite das Treppenhaus mit hohem Pultdach, datiert 1743 sowie die Eingangsvorhalle aus unverputztem Sandstein, datiert 1851. 

Das Innere durch die relativ gut erhaltene, spätgotische Holzdecke sowie durch die umlaufenden Emporen bestimmt. Die sehr schöne Decke mit reicher, schablonierter Ornamentmalerei (im Westen zwei barocke Ergänzungen). Im umlaufenden Fries die Jahreszahl 1502. Spitzbogiger Triumphbogen zum zweijochigen Chor mit Sterngewölbe. Spitzbogige Portale an der Innenseite der nördlichen Chorwand zur gratgewölbten Sakristei und an der Südseite. Im Chor Reste spätgotischer Wandmalereien, am besten erhalten Darstellung des Christophorus an der Nordwand. Emporen: An der Nord- und Südseite doppelt, die unteren 1690–1692 entstanden und um 1700 von Gottfried Geisler aus Oberbobritzsch mit einfachen Darstellungen aus dem  Alten Testament geschmückt. Die oberen Emporen wurden 1751 eingebaut, die nördliche ist mit einem um 1525 entstandenen Zyklus von zwölf bäuerlichen Passionsbildern geschmückt (Herkunft nicht geklärt). An der Westseite Orgelempore mit konvexer Brüstung, M. 18. Jh. Im Chor an drei Seiten mit einfachen Ornamenten bemalte Emporen, M. 18. Jh.: auf der Nordseite mit Holzgitter, hinter dem Altar verglaste „Erbrichterloge“, datiert 1748, darunter Bet- und Beichtstuben. 

Schlichter, von Säulen eingefaßter Altar, bezeichnet 1724, darüber spätgotisches Kruzifix (vermutlich früher im Triumphbogen), bemalte Holzkanzel von einem Tischler aus Oberbobritzsch, datiert 1687, schlichte, spätgotische Sandstein-Taufe. (Dehio Sachsen I, 1996). 

Kirche: Saalkirche mit 3/8-Chorschluss, Strebepfeilern und verschiefertem Dachreiter (datiert 1871), Putzbau mit teils spitzbogigen Fenstern mit Maßwerk und teils flachbogigen Fenstern, an der Nordseite Sakristei, an der Südseite Treppenhaus (datiert 1743) und Eingangshalle (datiert 1851), Satteldach, verschiefert, innen:spätgotische Holzdecke, Reste spätgotischer Wandmalereien (Christophorus), an umlaufenden Emporen zum Teil Darstellungen aus dem Alten Testament von Gottfried Geisler sowie Passionszyklus um 1525. 

Kirchhof: Einfriedung: verputzte Einfriedungsmauer mit Abdeckplatten aus Sandstein, am Nordtor auf den beiden Enden der Mauer je ein Sandsteinaufsatz, im Osten zum Pfarrhof Mauer mit Pforte. Bodenrelief: von Nord nach Süd ansteigendes Gelände. 

Gehölze: im Norden außerhalb des Kirchhofs am Zugangsweg von der Straße Baumreihe (zwei Buchen und eine Eiche), im Westen außerhalb des Kirchhofs parallel zur Einfriedungsmauer Baumreihe (eine Linde, eine Esche und eine Kastanie), außerhalb des Kirchhofs im Süden Baumgruppe (fünf Lärchen und zwei Robinien). OdF/VdN-Grab: Sandsteingrabmal mit Inschrift: „Hier ruhen 4 Unbekannte aus“.
2. ↑  Wohnmühlenhaus: Erdgeschoss massiv, Fenster in originaler Größe, Sandsteingewände, Sandsteintürgewände, Inschrift im Segmentbogen „18 H.F.W. 53“, Schlussstein eingelassen, bezeichnet 1807, Fenstersprossung original, Obergeschoss Fachwerk, Fenster in originaler Größe, Sprossung erhalten, Giebel verbrettert, Satteldach mit altdeutscher Schieferdeckung, funktionstüchtiges Stampfwerk, 1. Seitengebäude: Erdgeschoss massiv, Obergeschoss Fachwerk verbrettert, Satteldach mit altdeutscher Schieferdeckung, 2. Seitengebäude: massiv, Sandsteingewände, Satteldach wie voriges, Brücke: Bruchsteinbogenbrücke (Gneis), Mühlentechnik: alte Quetsche der Fa. MIAG von 1928, Wasserrad, Kammrad und Stampfwerk, Daumenwelle, Mühlgraben, 1811–1898 Mahlmühle, 1898 Mahlwerk entfernt, bis 1901 Ölmühle, dann Futter- und Knochenstampfe mit Stampfwerk, ab Anfang des 19. Jahrhunderts Futterstampfen Hauptzweck der Mühle, durch Haferquetsche rationellere Getreideverarbeitung, bis 1974 genutzt, 1977 unter Denkmalschutz gestellt.
3. ↑  Erdgeschoss massiv, segmentbogiges Türgewände mit Schlussstein, Sandsteinfenstergewände, Winterfenster, alte Sprossung, hohes Obergeschoss (Drempel) verbrettert, flaches Satteldach, ehemals Dachreiter (entfernt). 1339 erste Erwähnung des Frauensteiner Bergbaus, zu dem die folgenden Objekte inhaltlich gehören: 1. Vier Haldenzüge der Anlage Friedrich Christoph: Koordinaten Topographische Karte 1:10000:Rw 539865..80, Hw 562991..563010. Ausbringen der alten Pfaffengruben 200 kg Silber (1526–1615) und 2,8 t Silber (1787–1834). Ab 1834 vereinigt mit der Grube Friedrich August, bei der aus ca. 220 m Teufe Kupfer und Antimon sowie 300 g Gold gefördert wurden. Die ca. 60 m tiefen Grubenbaue hatten im Tal einen Stollen zur Wasserlösung in die Bobritzsch. 2. Haldenzug Friedrich August. Koordinaten Topographische Karte 1:10000:Rw 539881..98, Hw 562900...61. (ca. 2,5 km südlich der o. g. Halden). Der 203 m tiefe Schacht ist unter 80 Grad abgeteuft. Bis 170 m (2. Gezeugstrecke) wurde abgebaut. Auf dem Linsgrüber-Schacht befand sich ein Pferdegöpel. Das Silberausbringen betrug 12 t. Schacht mit Gewölbemauerung. Stilllegung 1887/88. Der Haldenzug erstreckt sich zur Tallage Richtung Reichenau. Der Stollen wird wasserwirtschaftlich für Stallungen genutzt.